# The Way We Are
『The Way We Are』（ザ・ウェイ・ウィ・アー）は、CHEMISTRY1作目のアルバム。2001年11月7日にデフスターレコーズから発売された。

## 概要
ASAYANオーディションを勝ち抜いた二人がデビュー同年11月に発売。ファースト・アルバムとして異例の大ヒットを記録。オリコン初登場1位に加え、男性アーティストのファースト・アルバムとして歴代で本作のみである初動ミリオン（発売1週間でのミリオンセラー）を達成。倉木麻衣以来、デビュー・シングルと、デビュー・アルバム両方のミリオンセラー達成した。プラネットチャートの集計では、初日売上が62万枚、初動売上が121.5万枚を記録。
曲間に効果的にInterludeが組み込まれていることも特徴的。『愛しすぎて』の後『〜DJ WATARAI Interlude〜』、『君をさがしてた 〜The Wedding Song〜』の後『〜KEIKO LEE Interlude〜』と銘打ったInstrumentalが収録（曲名表記のみ。トラック化はされていない）。
プレデビューシングル「最後の夜」、シングル「PIECES OF A DREAM」B面「TWO」、シングル「You Go Your Way」B面「B.M.N. (BIG MAN,NOW)」は本作には未収録。
「最後の夜」「B.M.N. (BIG MAN, NOW)」は後に、『Between the Lines』に収録。「TWO」はベスト・アルバム『CHEMISTRY 2001-2011』に収録（「最後の夜」は『CHEMISTRY 2001-2011』にも収録）。
初回限定：premium panorama booklet

## 収録曲
1. Intro-lude 〜The Way We Are〜（inst.） [0:19]
作曲・編曲：和田昌哉
2. 合鍵 [4:27]
作詞：古内東子／作曲：松原憲・小原明子／編曲：松原憲
3. PIECES OF A DREAM [4:58]
作詞：麻生哲朗／作曲・編曲：藤本和則
1stシングル
4. 愛しすぎて [7:21] 
作詞：RYOJI・小山内舞／作曲：YANAGIMAN・RYOJI／編曲：YAMAGIMAN
〜DJ WATARAI Interlude〜（inst.）
作曲・編曲：DJ WATARAI
5. BROTHERHOOD / KAWABATA and DABO [5:15]
作詞：DABO・川畑要／作曲：藤本和則／編曲：DJ WATARAI
6. Point of No Return [5:30]
作詞：麻生哲朗／作曲・編曲：藤本和則
2ndシングル
7. C'EST LA VIE [5:14]
作詞：澤本嘉光／作曲・編曲：鷺巣詩郎
Interlude 〜Show You The Way〜
作詞：小山内舞／作曲：DEEJ TOMITA／編曲：和田昌哉
8. You Go Your Way (Album Version) [6:44]
作詞：小山内舞／作曲：豊島吉宏／編曲：MAESTRO-T
3rdシングルのアレンジ
9. Rewind(3:57)
作詞：立田野純／作曲：土肥真生・和田昌哉／編曲：土肥真生
10. 君をさがしてた 〜The Wedding Song〜 [6:22]
作詞・作曲：川口大輔／編曲：土肥真生
2ndシングル
〜KEIKO LEE Interlude〜（inst.）
作曲・編曲：KEIKO LEE
11. 星たちの距離(ディスタンス)／堂珍嘉邦 & KEIKO LEE [5:48]
作詞：角田誠／作曲・編曲：KEIKO LEE
12. Motherland [5:25]
作詞：浅田信一／作曲：松浦晃久／編曲：遠藤亮

## 演奏

### PIECES OF A DREAM
- Fender Rhodes and Organ：渡辺貴浩
- Programming, All Other Instruments：藤本和則

### 愛しすぎて
- Guitar：IWAO
- Piano：川口大輔
- Programming, All Other Instruments：YANAGIMAN

### ～DJ WATARAI Interlude～
- Programming, All Other Instruments：DJ WATARAI

### BROTHERHOOD
- Vocal：川畑要
- Rap：DABO
- Programming, All Other Instruments：DJ WATARAI・藤本和則

### Point of No Return
- Fender Rhodes：渡辺貴浩
- Programming, All Other Instruments：藤本和則

### C'EST LA VIE
- Background Vocals：FREEDOM GOSPEL CHOIR・ 木戸やすひろ・ 広谷順子
- Synthesizer & Drum Programming：ROYAL MIRRORBALL ORCHESTRA （鷺巣詩郎・松井寛）
- Guitar & MC：ANDREW SMITH
- Hammond B-3:：ARK WALKER
- String Section：GAVYN WRIGHT and LONDON SESSION ORCHESTRA

### YOU GO YOUR WAY
- Guitar：石成正人
- Programming, All Other Instruments：MAESTRO-T

### Rewind
- Programming, All Other Instruments：MANAO DOI

### 君をさがしてた ～The Wedding Song～
- Programming, All Other Instruments：MANAO DOI

### ～KEIKO LEE Interlude～
- Vocal：堂珍嘉邦
- Piano,Vocal：Keiko Lee

### 星たちの距離
- Vocal：堂珍嘉邦
- Piano,Vocal：Keiko Lee
- Guitar：吉田次郎
- Bass：坂井紅介
- YAMAHA S-80, Mocief7：野力奏一
- Drums & Percussion：渡嘉敷祐一

### Motherland
- Guitar：石成正人
- Bass：小松秀行
- Drums：KO-HEY（Skoop On Somebody）
- Percussion：三沢またろう
- Wurlitzer：鈴木大
- Trumpet：佐々木史郎
- Tenor Sax & Flute：小池修
- Trombone：片岡雄三
- Synthesizer：遠藤亮